# متیهل
متیهل (به انگلیسی: Matehal) یک روستا در پاکستان است که در ناحیه مانسهره واقع شده‌است.